# Takuma Sató
Takuma Sató (japonsky 佐藤 琢磨, Sató Takuma) (* 28. ledna 1977, Tokio) je japonský automobilový závodník, bývalý pilot Formule 1.

## Kariéra před Formulí 1
Satóova kariéra nezačala jako u většiny jezdců v brzkém věku na motokárách. Takuma totiž jezdil závodně na kole a vyhrál dokonce několik juniorských šampionátů.
Svou motokárovou kariéru začal až v roce 1996, kdy mu bylo už 19 let a kdy mnozí jezdci už pomalu vstupují do F1. Postupně se Sató dostal do Závodní školy okruhu Suzuka. Tato škola byla podporována Hondou. V roce 1998 vstoupil do Japonského šampionátu Formule 3. Tam byl součástí projektu Mugen-Dome. V polovině sezóny ale tým opustil a vydal se závodit do Evropy. V letech 1998 a 1999 jezdil v některých juniorských formulích po celé Evropě. Na konci roku 1999 zamířil do Britského šampionátu Formule 3. V roce 2000 skončil celkově na 3. místě a v roce 2001 celý šampionát vyhrál, s celkem 16 výhrami za 2 sezóny. V těch letech se také účastnil mezinárodních závodů ve Spa-Francorchamps, Zandvoortu a Macau.

## Formule 1

### 2002: Jordan
V roce 2002 se Takuma dostal až do F1, konkrétně do týmu Jordan, kterému dodávala motory Honda. Jeho týmovým kolegou byl zkušený Giancarlo Fisichella. Ve své nováčkovské sezóně prokázal Takuma slušnou rychlost, reputaci si ale kazil častými haváriemi. Velká havárie potkala Takumu v Rakousku. Nick Heidfeld ztratil kontrolu nad svým vozem Sauber a při brzdění vrazil do boku Satóova vozu. Část kokpitu se promáčkla. Sató utrpěl lehký otřes mozku a po několik minut nemohl dostat zaklestěné nohy ven z vozu. První body v F1 vybojoval Takuma na domácí trati v Japonsku, kde dojel na 5. místě.

### 2003–2005: BAR

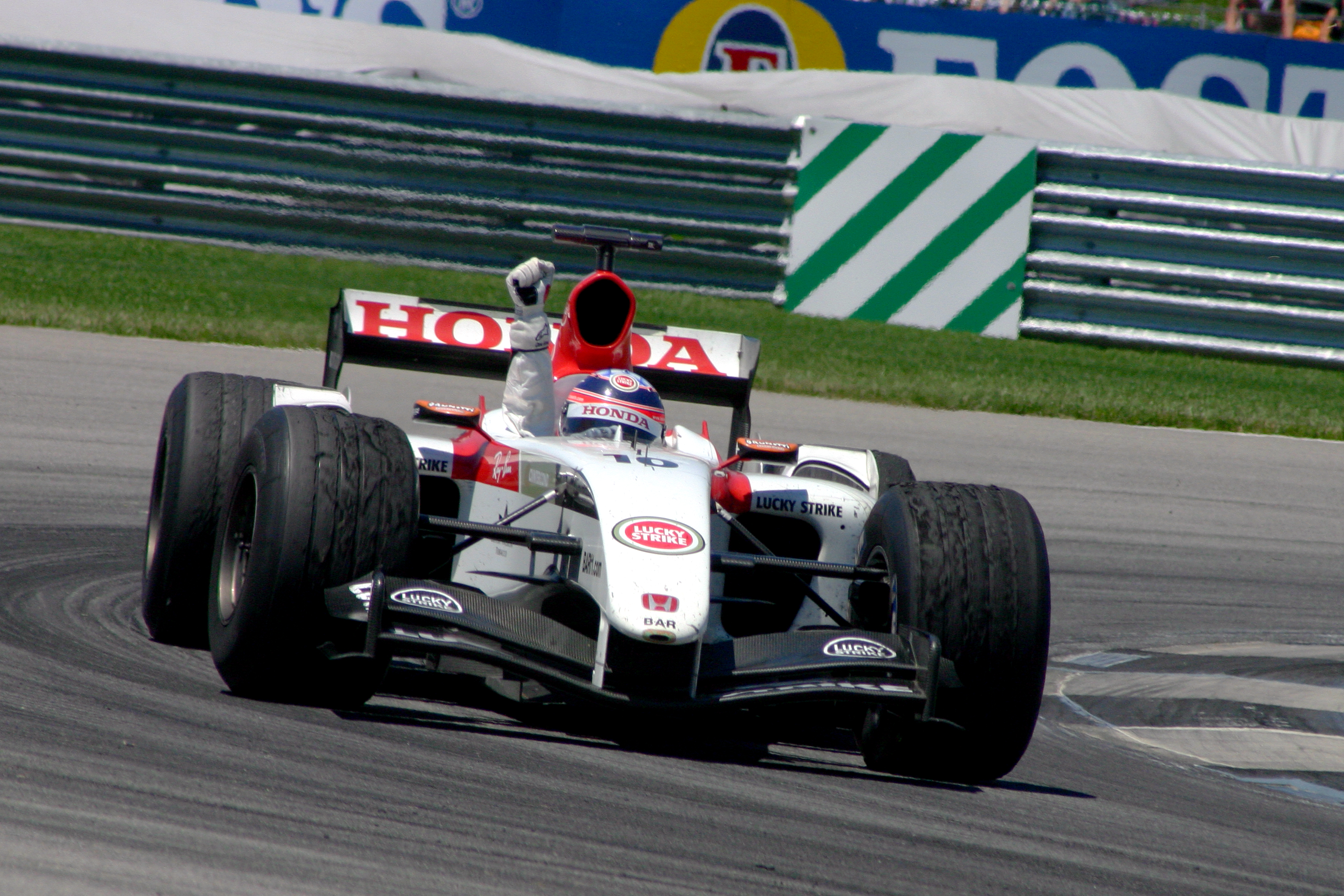
Takuma Sató oslavuje své první a dosud také poslední pódium, při Grand Prix USA 2004

#### 2003
Pro rok 2003 se Sató přesunul k týmu British American Racing, dalšímu týmu s motory Honda. Post závodního jezdce se pro něj nenašel a tak plnil roli testovacího jezdce. Zazávodil si ale v posledním závodě, v Japonsku, kde nahradil Jacquese Villeneuva. Domácí závod dokončil opět na bodech, na 6. místě.

#### 2004
V roce 2004 už opět závodil celou sezónu. V této sezóně se mu velice dařilo, bodoval v hodně závodech a dokonce stanul na stupních vítězů. Bylo to v Grand Prix USA a Takuma se tak stal teprve druhým Japoncem v historii F1, který stanul na stupních vítězů (prvním byl Aguri Suzuki při Grand Prix Japonska 1990). Dobrý výsledek zaznamenal v kvalifikaci na Grand Prix Evropy, kde startoval z 2. místa. Závod nedokončil. Jeho výpadky po celou sezónu byly hlavně kvůli mechanickým poruchám. A jelikož jeho týmový kolega Jenson Button téměř žádná odstoupení kvůli poruše motoru neměl, přičetla se vina jezdeckému stylu Takumy. Na konci sezóny měl Sató 34 bodů a obsadil solidní 8. místo. Za Buttonem nicméně zaostal o 51 bodů. Pro tým BAR ale společně vybojovali 2. místo v poháru konstruktérů.

#### 2005

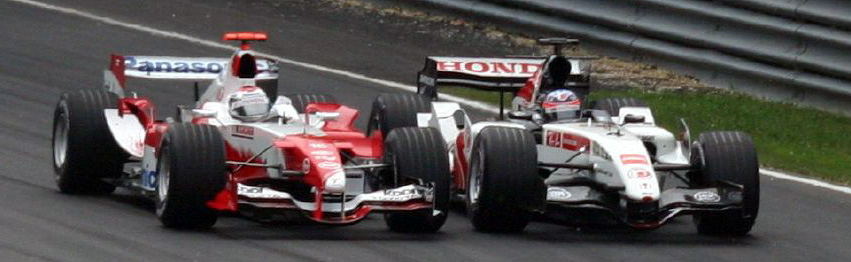
Bok po boku s Jarnem Trullim při Grand Prix Kanady 2005

Sató prodloužil s týmem BAR-Honda i pro rok 2005. Tým ale z předních pozic načisto vymizel a přišly naopak bídné výsledky a problémy. Prvně zmeškal Takuma Grand Prix Malajsie kvůli své nemoci. Při Grand Prix San Marina byl diskvalifikován celý tým BAR včetně obou jezdců. Tým dostal zákaz startu v dalších 2 závodech kvůli příliš nízké váze vozu po odčerpání paliva. Takuma nakonec za celou sezónu získal jeden jediný bod, zatímco jeho týmový kolega Button 37 bodů.

### 2006–2008: Super Aguri

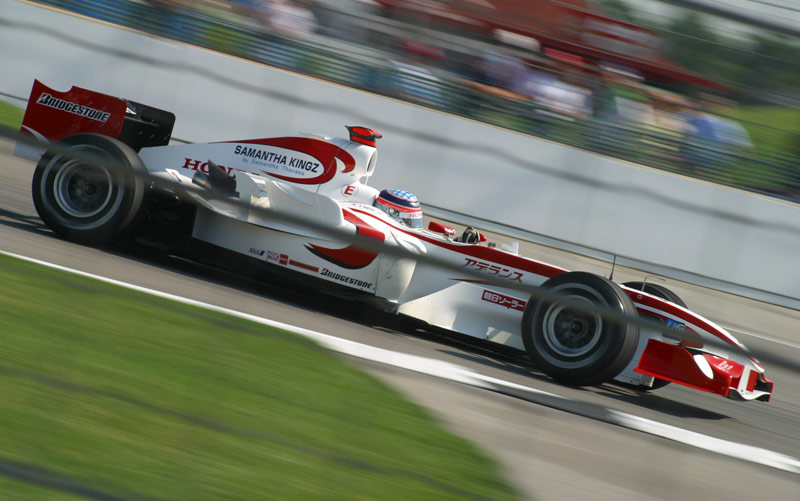
Sató při Grand Prix USA 2006

#### 2006
Na konci roku 2005 převzala Honda veškerou moc nad týmem BAR a vytvořila si tak svůj vlastní tým. Jenson Button a Rubens Barrichello byli oznámeni jako závodní jezdci pro rok 2006. Se Satem se počítalo do role třetího a testovacího jezdce. Takuma ale raději zvolil přestup do nově vzniklého týmu Super Aguri, podporovaného Hondou. Tento tým založil bývalý jezdec F1 Aguri Suzuki. Vůz byl poháněn motory Honda a bylo použito 4 roky staré šasi od zkrachovalého týmu Arrows. Vyhlídky na byť jen bodovaná umístění byly pramalé.
Na začátku sezóny 2006 Sató pohodlně porážel svého týmového kolegu Júdži Ideho. Ten byl ale až po skutečně tragických výsledcích a vystoupeních vystřídán Franckem Montagnym. Toho pak vystřídal ke konci sezóny Sakon Jamamoto. Za celou sezónu nikdo z týmu nebodoval a Satův nejlepší výsledek byl z posledního závodu sezóny, Grand Prix Brazílie. Tam obsadil 10. místo, když za sebou nechal svého kolegu Jamamota, Roberta Doornbose z Red Bullu, oba vozy Toro Rosso a oba vozy Midland. Porazit tolik vozů, byl pro Super Aguri nejlepší výsledek v sezóně.

#### 2007

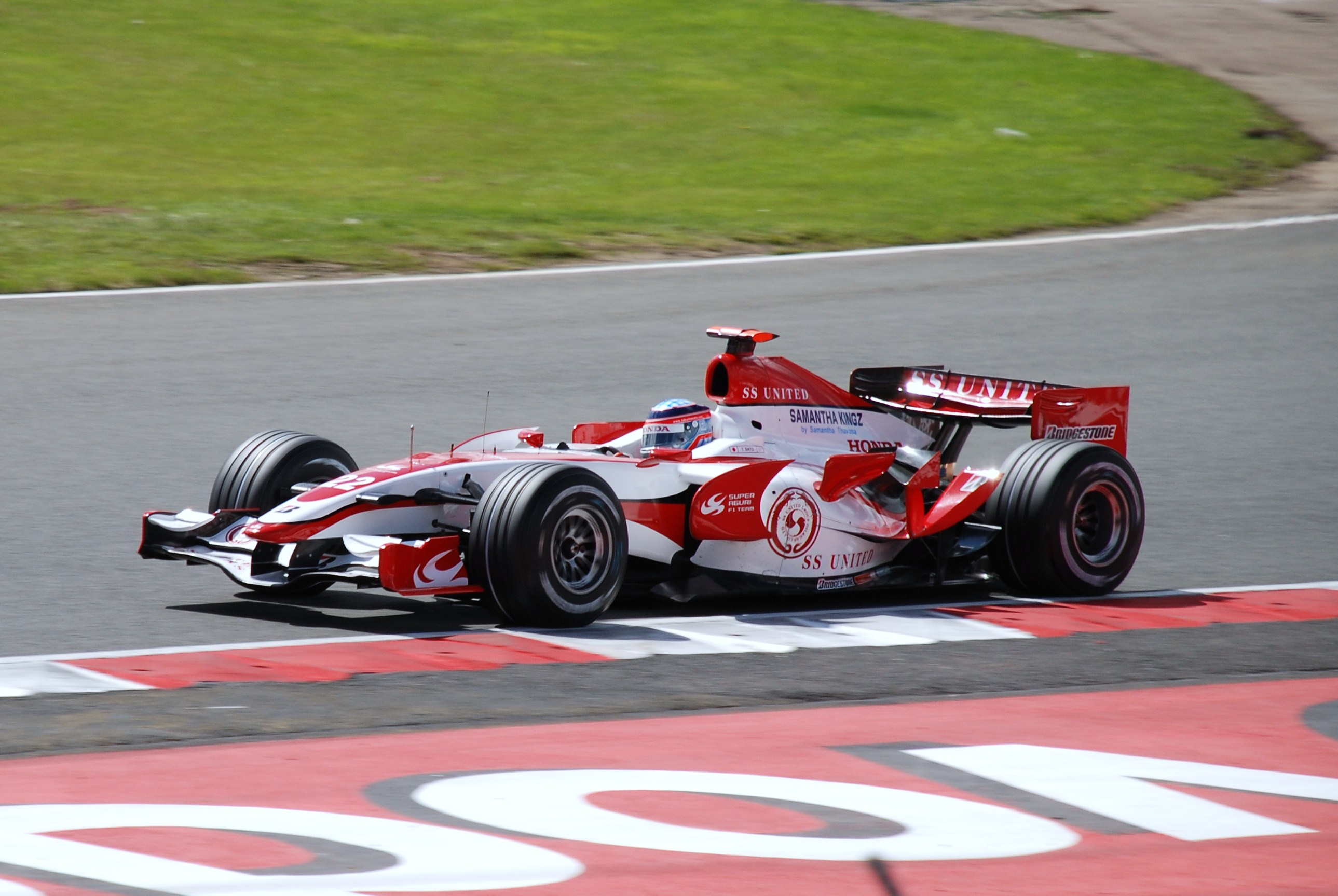
Sató při Grand Prix Velké Británie 2007

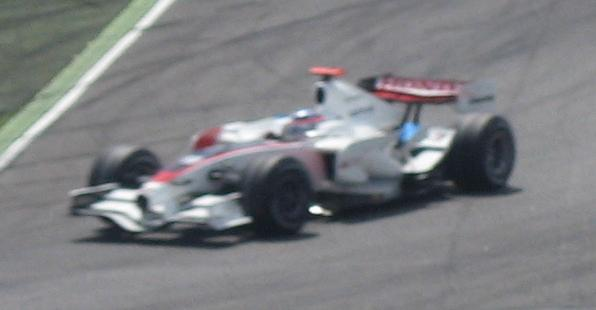
Sató při Grand Prix Španělska 2007

Sató zůstal věrný Super Aguri i pro sezónu 2007. K týmu se po jeho bok připojil Anthony Davidson. Toho znal Sató už z předchozího působení v Britské Formuli 3. Sezónu začal Sató překvapivě dobře. V prvním závodě postoupil do závěrečné části kvalifikace a startoval z 10. místa. To byla nejlepší startovní pozice, ze které vůz Super Aguri kdy startoval. Ještě větší úspěch ale přišel ve Španělsku. Sató obsadil konečné 8. místo a vybojoval pro Super Aguri první bod v historii týmu.
Ale ani to nebyl vrchol sezóny. Ten přišel v Kanadě, v závodě, který byl pro Super Aguri tím nejúspěšnějším v jeho krátké historii. Sató se probil z prostředku startovního pole na 5. místo, když předjel dokonce Kimiho Räikkönena na Ferrari. Chyba při zastávce v boxech ho ale poslala až na 11. místo. V posledních 15 kolech ale Takuma dokázal předjet 5 vozů (za zmínku stojí Ralf Schumacher na Toyotě, či exmistr světa Fernando Alonso na McLarenu) a dojel si pro 6. místo. Sató byl vyhlášen „Jezdcem dne“ na stránkách Britské ITV a zastínil tak i vítěze závodu Lewise Hamiltona. V druhé polovině sezóny ale byl Takuma zase podprůměrný, a i když dokončoval pravidelně závody, na body už nestačil. Celkově tak skončil v šampionátu se 4 body na 17. místě. To byl jeho nejlepší výsledek od působení v BAR v roce 2004.

#### 2008
Sató zůstal s týmem i pro další rok, sezónu 2008. Tým se ale ocitl ve velké finanční krizi a po selhání všech pokusů o záchranu Super Aguri, musel tým z Formule 1 odstoupit.

## Indianapolis
V roce 2017 se stal vítězem závodu 500 mil Indianapolis.

## Kompletní výsledky
| Legenda k tabulce | Legenda k tabulce                                                                       |
| Barva             | Výsledek                                                                                |
| ----------------- | --------------------------------------------------------------------------------------- |
| Zlatá             | Vítěz                                                                                   |
| Stříbrná          | 2. místo                                                                                |
| Bronzová          | 3. místo                                                                                |
| Zelená            | Bodované umístění                                                                       |
| Modrá             | Nebodované umístění                                                                     |
| Modrá             | Dokončil neklasifikován (NC)                                                            |
| Fialová           | Odstoupil (Ret)                                                                         |
| Červená           | Nekvalifikoval se (DNQ)                                                                 |
| Červená           | Nepředkvalifikoval se (DNPQ)                                                            |
| Černá             | Diskvalifikován (DSQ)                                                                   |
| Bílá              | Nestartoval (DNS)                                                                       |
| Bílá              | Závod zrušen (C)                                                                        |
| Světle modrá      | Pouze trénoval (PO)                                                                     |
| Světle modrá      | Páteční testovací jezdec (TD)                                                           |
| Bez barvy         | Netrénoval (DNP)                                                                        |
| Bez barvy         | Vyřazen (EX)                                                                            |
| Bez barvy         | Nepřijel (DNA)                                                                          |
| Bez barvy         | Odvolal účast (WD)                                                                      |
| Bez barvy         | Nezúčastnil se (prázdné)                                                                |
| Označení          | Význam                                                                                  |
| Tučnost           | Pole position                                                                           |
| Kurzíva           | Nejrychlejší kolo                                                                       |
| †                 | Jezdec nedojel do cíle, ale byl klasifikován, protože odjel více než 90 % délky závodu. |
| ‡                 | Byl udělován poloviční počet bodů, protože bylo odjeto méně než 75 % délky závodu.      |
| Horní index       | Umístění bodujících jezdců ve sprintu                                                   |

### Formule 1
| Rok  | Tým                    | Šasi                | Motor                | 1       | 2       | 3       | 4       | 5       | 6       | 7       | 8       | 9       | 10      | 11      | 12      | 13     | 14      | 15      | 16      | 17     | 18      | 19      | Body | Umístění  |
| ---- | ---------------------- | ------------------- | -------------------- | ------- | ------- | ------- | ------- | ------- | ------- | ------- | ------- | ------- | ------- | ------- | ------- | ------ | ------- | ------- | ------- | ------ | ------- | ------- | ---- | --------- |
| 2002 | DHL Jordan Honda       | Jordan EJ12         | Honda RA002E 3.0 V10 | AUS Ret | MAL 9   | BRA 9   | SMR Ret | ESP Ret | AUT Ret | MON Ret | CAN 10  | EUR 16  | GBR Ret | FRA Ret | GER 8   | HUN 10 | BEL 11  | ITA 12  | USA 11  | JPN 5  |         |         | 2    | 15. místo |
| 2003 | Lucky Strike BAR Honda | BAR 005             | Honda RA003E 3.0 V10 | AUS     | MAL     | BRA     | SMR     | ESP     | AUT     | MON     | CAN     | EUR     | FRA     | GBR     | GER     | HUN    | ITA     | USA     | JPN 6   |        |         |         | 3    | 18. místo |
| 2004 | Lucky Strike BAR Honda | BAR 006             | Honda RA004E 3.0 V10 | AUS 9   | MAL 15† | BHR 5   | SMR 16† | ESP 5   | MON Ret | EUR Ret | CAN Ret | USA 3   | FRA Ret | GBR 11  | GER 8   | HUN 6  | BEL Ret | ITA 4   | CHN 6   | JPN 4  | BRA 6   |         | 34   | 8. místo  |
| 2005 | Lucky Strike BAR Honda | BAR 007             | Honda RA005E 3.0 V10 | AUS 14  | MAL PO  | BHR Ret | SMR DSQ | ESP     | MON     | EUR 12  | CAN Ret | USA DNS | FRA 11  | GBR 16  | GER 12  | HUN 8  | TUR 9   | ITA 16  | BEL Ret | BRA 10 | JPN DSQ | CHN Ret | 1    | 23. místo |
| 2006 | Super Aguri F1 Team    | Super Aguri SA05    | Honda RA806E 2.4 V8  | BHR 18  | MAL 14  | AUS 12  | SMR Ret | EUR Ret | ESP 17  | MON Ret | GBR 17  | CAN 15† | USA Ret | FRA Ret |         |        |         |         |         |        |         |         | 0    | 23. místo |
| 2006 | Super Aguri F1 Team    | Super Aguri SA06    | Honda RA806E 2.4 V8  |         |         |         |         |         |         |         |         |         |         |         | GER Ret | HUN 13 | TUR NC  | ITA 16  | CHN DSQ | JPN 15 | BRA 10  |         | 0    | 23. místo |
| 2007 | Super Aguri F1         | Super Aguri SA07    | Honda RA807E 2.4 V8  | AUS 12  | MAL 13  | BHR Ret | ESP 8   | MON 17  | CAN 6   | USA Ret | FRA 16  | GBR 14  | EUR Ret | HUN 15  | TUR 18  | ITA 16 | BEL 15  | JPN 15† | CHN 14  | BRA 12 |         |         | 4    | 17. místo |
| 2008 | Super Aguri F1         | Super Aguri F1 SA08 | Honda RA808E 2.4 V8  | AUS Ret | MAL 16  | BHR 17  | ESP 13  | TUR     | MON     | CAN     | FRA     | GBR     | GER     | HUN     | EUR     | BEL    | ITA     | SIN     | JPN     | CHN    | BRA     |         | 0    | 21. místo |

### Formule E
| Rok     | Tým                | Auto                  | 1       | 2   | 3   | 4   | 5   | 6   | 7   | 8   | 9   | 10  | 11  | Body | Umístění  |
| ------- | ------------------ | --------------------- | ------- | --- | --- | --- | --- | --- | --- | --- | --- | --- | --- | ---- | --------- |
| 2014–15 | Andretti Autosport | Spark-Renault SRT 01E | BEI Ret | PUT | PDE | BNA | MIA | LBH | MON | BER | MOS | LON | LON | 2    | 24. místo |